# Wlamir Marques
Wlamir Marques (São Vicente, 1937. július 16. – São Paulo, 2025. március 18.) világbajnok és olimpiai bronzérmes brazil kosárlabdázó, edző.

## Pályafutása

### Klubcsapatban
1953–54-ben a CR Piracicaba, 1955 és 1961 között a XV de Novembro, 1962 és 1972 között a Corinthians kosárlabdázója volt. 1973-ban a Tênis Clube de Campinas csapatában fejezte be az aktív játékot.

### A brazil válogatottban
1954 és 1970 között két-két arany- és ezüstérmet szerzett a világbajnokságokon. Az 1959-es chilei és az 1963-as hazai rendezésű világbajnokságon aranyérmes lett a csapattal.
Két olimpián vett részt. Az 1960-as római és az 1964-es tokiói olimpián bronzérmet szerzett a brazil csapattal.

### Edzőként
Aktív játékosként 1961-ben a Limeira, 1963–64-ben a Corinthians, 1968-ban XV de Novembro női csapatainak, 1970–71-ben a Corinthians férfi csapatának az edzője volt.
1975-ben a Palmeiras, 1977-ben a Hebraica, 1981–82-ben a São Caetano női csapatának, 1987–88-ban a Cerquilho vezetőedzőjeként tevékenykedett.

## Sikerei, díjai
- Dél-Amerikai legjobb sportolója (1961)
- a világbajnokság legjobb játékosa (1963)
- a FIBA 50 legjobb játékosa (1991)
- Olimpiai játékok
  - bronzérmes (2): 1960, Róma, 1964, Tokió
- Világbajnokság
  - aranyérmes (2): 1959, 1963
  - ezüstérmes (2): 1954, 1970
- Bajnokcsapatok dél-amerikai bajnoksága (Campeonato Sudamericano de Clubes Campeones)
  - győztes (2): 1964, 1969
- Brazil bajnokság
  - bajnok (3): 1965, 1966, 1969
- São Paulo állam bajnoksága (Campeonato Paulista de Basquete Masculino)
  - bajnok (7): 1957, 1960, 1964, 1965, 1966, 1968, 1969